# Fundació Pinnae
La Fundació Pinnae es una fundación surgida en 2013 como heredera de la Caixa d'Estalvis del Penedès, una caja de ahorros cuyo nombre comercial era "Caixa Penedès", fundada en 1913 y con sede social en Villafranca del Panadés (Barcelona). Estaba implantada principalmente en Cataluña aunque contaba también con actividad en otras comunidades autónomas españolas. En 2010, segregó su negocio bancario en favor del SIP Banco Mare Nostrum (BMN) junto a Caja Murcia, Caja Granada, Sa Nostra. "Caixa Penedès" se convirtió en la marca de Banco Mare Nostrum (BMN) en Cataluña y Aragón. Para ello, se produjo un intercambio de sucursales entre las cajas del SIP según sus territorios de influencia.
El 31 de mayo de 2013, se produjo el cierre de la operación de compra del negocio de Banco Mare Nostrum en Cataluña y Aragón, operado bajo la marca "Caixa Penedès", por parte del Banco Sabadell. El 12 de octubre del mismo año, Banco Sabadell culminó la integración con la unificación de los sistemas operativos y tecnológicos y el cambio de marca de las 376 oficinas incorporadas.
El 11 de julio de 2013, se produjo la transformación de Caixa Penedès en la fundación especial Fundació Pinnae.
La fundación poseía parte del accionariado de Banco Mare Nostrum (a 31 de diciembre de 2016, un 4,34%). Tras la fusión por absorción de Banco Mare Nostrum por Bankia en 2018, los accionistas de Banco Mare Nostrum (entre ellos, Fundació Pinnae) pasaron a convertirse en accionistas de Bankia. En concreto, la fundación pasaría a tener un 0,286% de Bankia. Tras la fusión por absorción de Bankia por CaixaBank en 2021, la fundación pasaría a convertirse en accionista de CaixaBank.

## Historia
La actividad económica y social de Caixa Penedès comenzó el 6 de abril de 1913.

### Banco Mare Nostrum (BMN)
En noviembre de 2009, tras la aprobación del Fondo de Reestructuración Ordenada Bancaria (FROB), la entidad intentó iniciar un proceso de fusión con Caixa Laietana.
El preacuerdo de fusión entre las dos cajas establecía la sede central en Villafranca del Panadés y una subsede en Mataró. En esta fusión se acordó que Caixa Penedès dominaría la unión con el 63 % de la participación del nuevo grupo mientras que Caixa Laietana quedaría con un 37 %. Finalmente el acuerdo se suspendió temporalmente por parte de las dos entidades, las cuales no negaron retomarlo en el futuro.
Dicha fusión no se llevó a cabo y Caixa Laietana inició un proceso de fusión con otras cajas de ahorros españolas que daría lugar a Bankia, mientras que Caixa Penedès finalmente formalizó el proceso de fusión con otras cajas del arco mediterráneo español, dando lugar a Banco Mare Nostrum (BMN). Ambas fusiones tuvieron lugar mediante un SIP o "fusión fría".
BMN se constituyó el 22 de diciembre de 2010. Sin embargo, no comienza su actividad hasta junio de 2011, cuando las cuatro cajas de ahorros fundadoras (Caja Murcia, Caixa Penedès, Caja Granada y Sa Nostra) en sus respectivas asambleas generales deciden llevar a cabo un proceso de segregación por el cual transmiten todo su negocio financiero (cartera de clientes, activos, empleados, red de oficinas,...) a Banco Mare Nostrum a cambio de ser participantes de las sociedad resultante por lo que Caixa Penedès solo mantuvo 11 empleados que se encargaron de mantener la obra social.
Caixa Penedès originalmente era accionista de BMN con un 28% de participación.
Aun no siendo ya entidad bancaria con oficinas propias, BMN siguió utilizando la marca comercial "Caixa Penedès" para operar en su red de oficinas de Cataluña y Aragón. El resto de antiguas oficinas de Caixa Penedès cambiaron su denominación comercial en favor de la marca territorial de BMN de cada comunidad.
En noviembre de 2012, los problemas de tesorería y deuda que afectaban a BMN dieron lugar a que se planteara una disminución de los activos de éste. Banco Sabadell confirmó estar en negociaciones con BMN para adquirir por completo el negocio de la entidad en Cataluña y Aragón, operado bajo la marca "Caixa Penedès".
Dado que en marzo de 2013 el FROB inyectó 730 millones en Banco Mare Nostrum (BMN) a causa a sus dificultades financieras, el organismo gubernamental adquirió el 75,86% de las acciones del banco. Por ello, el porcentaje de participación y decisión de las cajas de ahorros que fundaron el banco se vio notablemente mermado. En junio de 2013, tras la conversión de participaciones preferentes en acciones, otras empresas entraron en el accionariado de BMN y las cajas fundadoras vieron nuevamente reducida su participación en el banco.
El 31 de mayo de 2013, se produjo el cierre de la operación de compra del negocio de Banco Mare Nostrum (BMN) en Cataluña y Aragón, operado bajo la marca "Caixa Penedès", por parte del Banco Sabadell. De esta manera, Caixa Penedès siguió teniendo acciones en un banco (BMN) que ya no operaba en su territorio de origen. El 12 de octubre de 2013, Banco Sabadell culminó la integración con la unificación de los sistemas operativos y tecnológicos y el cambio de marca de las 376 oficinas incorporadas.

### Transformación en fundación
El 11 de julio de 2013, la comisión gestora de Caixa Penedès acordó la transformación de esta entidad de crédito en la fundación especial Fundació Pinnae, que se dedicaría a la inserción sociolaboral, a la asistencia social y al fomento de la educación y la cultura. Fundació Pinnae heredó la participación del 5% que Caixa Penedès tenía en Banco Mare Nostrum (BMN). Sin embargo, dada la imposibilidad actual de conseguir dividendos de BMN por la coyuntura del sistema financiero, Fundació Pinnae debería "utilizar sus propios recursos y/o generar actividades que le reporten dinero adicional". Asimismo, preveía fusionarse con la actual Fundación Privada Caixa Penedès. Dicha fusión por absorción se inscribió en el Registro de Fundaciones de la Generalidad de Cataluña el 16 de junio de 2016.
En 2017, tras el anuncio de la fusión por absorción de Banco Mare Nostrum (BMN) por Bankia, la fundación, quinto accionista de Banco Mare Nostrum (BMN) con el 4,34% de su capital, anunció que emprendería acciones legales contra la entidad por su fusión con Bankia, al considerar que la operación "perjudicaba gravemente" a los accionistas minoritarios de la entidad.

## Obra Social

### Premio Josep Parera
Anualmente, desde el año 2005, la Obra Social de Caixa Penedès convocó el Premio Josep Parera con el objetivo de «reconocer públicamente la trayectoria de personas y organizaciones sociales que hayan sido excelentes en su vocación y dedicación al servicio del desarrollo comunitario en las dimensiones social, humanitaria y/o solidaria» y premia con 50.000 euros tanto a una persona como a una entidad.

## Causas judiciales
En marzo de 2013, el juez de la Audiencia Nacional Santiago Pedraz, tras interrogar a los cuatro acusados del caso Caixa Penedès, señaló que existían indicios para imputarles un delito societario continuado de administración desleal por "garantizarse ilícitamente una desproporcionada ganancia" tras adjudicarse planes de pensiones millonarios. Así, el magistrado dio por finalizada la instrucción y solicitó la apertura de juicio oral o bien el archivo de la causa.
En mayo de 2014, la Audiencia Nacional condenó a 4 exdirectivos de la ya extinta Caixa Penedès que se autoconcedieron planes de pensiones por valor de 31,6 millones de euros: Ricard Pagès, Manuel Troyano, Santiago José Abella y Joan Caellas. Los exdirectivos devolvieron el importe de las pólizas de seguros cobradas y renunciaron a las cantidades pendientes de cobrar, en total una cantidad de 28,6 millones de euros,  para evitar la cárcel.